# Gregory Nelson
Gregory Nelson (* 31. Januar 1988 in Amsterdam) ist ein niederländischer Fußballspieler mit Herkunft aus Suriname.

## Karriere
Nelson begann seine Karriere in den Jugendmannschaften von unter anderem WMS Vlissingenund und AZ Alkmaar. Vom letztgenannten Verein wurde er 2007 in die erste Mannschaft geholt. Das Debüt in der höchsten niederländischen Spielklasse gab der Außenstürmer am 30. September 2007 gegen Heracles Almelo, als er in der 66. Minute für Mounir El Hamdaoui eingewechselt wurde. Dies blieb auch sein einziges Spiel in dieser Saison. AZ belegte zum Saisonende den elften Rang in der Liga. Nachdem er bis Januar 2009 zu keinem Einsatz gekommen war, wechselte er zum RBC Roosendaal, wo Platz 16 in der zweiten Liga erreicht wurde. In der darauffolgenden Saison wurde Nelson mit Roosendaal Elfter.
Daraufhin wechselte der Niederländer nach Bulgarien und unterschrieb bei ZSKA Sofia. Dort gab er sein Debüt auf europäischer Klubebene. Im Qualifikationsspiel zur Europa League im Rahmen der Play-offs gegen The New Saints FC aus Wales am 19. August 2010 spielte Nelson ab der 64. Minute und erzielte das zwischenzeitliche 2:0 beim 3:0-Heimerfolg. Von 2012 bis 2015 spielte er bei Metalurh Donezk in der Ukrainischen Premjer-Liha.